# جسیکا پیلتس
جسیکا "جسی" پیلتس (زاده ۲۲ نوامبر ۱۹۹۶) یک صخره‌نورد حرفه‌ای اهل اتریش است که در صخره‌نوردی رقابتی تخصص دارد. او در بازی‌های المپیک تابستانی ۲۰۲۴ مدال برنز را در دو رشته ورزشی بولدرینگ و سنگنوردی کمباین کسب کرد.

## حرفه سنگنوردی
چگونگی آغاز حرفه
یک ماه پس از اینکه جسیکا پیلتس کوهنوردی را آغاز کرد، تصمیم گرفت در یک مسابقه محلی در یک سالن ورزشی که نزدیک خانه‌اش قرار داشت، شرکت کند. او قصد رقابت حرفه‌ای را نداشت و این صرفاً یک مسابقه تفریحی بود. مربی‌اش به او گفته بود که باید فقط برای سرگرمی مسابقه دهد. پیلتس حین مسابقه مطلقاً هیچ فشاری روی خود احساس نمی‌کرد و فقط تا آنجا که می‌توانست از دیوار بالا می‌رفت. اما کسی نمی‌دانست این سرآغازی بود برای پیلتس تا کوه‌نوردی و صخره‌نوردی را به عنوان یک حرفه آغاز کند.
جسیکا پیلتس به زودی در رقابت‌های کشوری شرکت کرد و پس از کسب رتبه در بین چهار نفر برتر، اجازه پیدا کرد تا به مسابقات بین‌المللی در رده ب جوانان صعود کند.
با وجود اینکه هیچ یک از اعضای خانواده جسیکا کوه‌نورد نبودند، ولی او به سرعت استعداد خود را برای این ورزش نشان داد. او که در ابتدا بالا رفتن از دیوارهای پلاستیکی را ترجیح می‌داد، به زودی در هنگام پیوستن به تیم سنگنوردی اتریش درگیر سفرهای صخره نوردی واقعی شد.
او سپس به سرعت پتانسیل خود را نشان داد و به‌طور مداوم جایگاه‌های سکو را در مسابقات جام جهانی صعود آی‌اف‌اس‌سی به دست آورد. 
صخره‌نوردی رقابتی
پیلتس در سال ۲۰۱۰ شروع به رقابت کرد، هم در مسابقات صعود سرطناب و هم در مسابقات بولدرینگ. از سال ۲۰۱۱ تا ۲۰۱۵، او در ۶ مسابقه بین‌المللی جوانان در رشته صعود سرطناب برنده شد. در سال ۲۰۱۴، او همچنین قهرمان جام جوانان اروپا و قهرمانی جوانان در بولدرینگ شد.
در سال ۲۰۱۷، پیلتس برنده بازی‌های جهانی نظامی فصل زمستان هم در صخره‌نوردی و هم در بولدرینگ شد.
در سال ۲۰۱۸، پیلتس با صعود چند ثانیه سریعتر از قهرمان سابق جهان، یانیا گارنبرت، در مسابقات قهرمانی جهانی سنگنوری آی‌اف‌اس‌سی ۲۰۱۸ در اینسبروک، در مسابقات جهانی سنگ نوردی ۲۰۱۸ موفق شد. او در همان مسابقات جهانی مدال برنز را در ماده کمباین کسب کرد.
در سال ۲۰۱۹، پیلتس در مسابقات کمباین مسابقات جهانی سنگنوردی آی‌اف‌اس‌سی ۲۰۱۹ در رده دهم قرار گرفت و برای المپیک ۲۰۲۰ انتخاب شد،  همانجایی که او هفتم شد.
در سال ۲۰۲۱، پیلتس در مسابقات قهرمانی جهانی سنگنوردی آی‌اف‌اس‌سی در سال ۲۰۲۱ برنده مسابقه کمباین شد.
در سال ۲۰۲۳، پیلتس با کسب مقام دوم در رشته ورزشی کمباین در مسابقات جهانی صعود آی‌اف‌اس‌سی ۲۰۲۳، واجد شرایط شرکت در مسابقات کمباین در المپیک تابستانی ۲۰۲۴ پاریس شد. پیلتس در سری مسابقات جام جهانی سنگنوردی آی‌اف‌اس‌سی ۲۰۲۳ عنوان کلی صعود سرطناب را به دست آورد.
یک سال بعد، پیلتس مدال برنز بازی‌های المپیک تابستانی ۲۰۲۴ را در ماده کمباین به دست آورد.
صخره‌نوردی
جسیکا پیلتس به ندرت در فضای باز صخره‌نوردی می‌کند، اما در ژانویه سال ۲۰۱۶، در طی یک سفر کوتاه به صخره معروف اولیانا در اسپانیا، توانست دو ردپوینت ۸سی+ (سی۵٫۱۴) را کسب کند.

## رتبه‌بندی

### جام جهانی سنگنوردی فدراسیون بین‌المللی صعودهای ورزشی (آی‌اف‌اس‌سی)
| دیسیپلین | ۲۰۱۲ | ۲۰۱۳ | ۲۰۱۴ | ۲۰۱۵ | ۲۰۱۶ | ۲۰۱۷ | ۲۰۱۸ | ۲۰۱۹ | ۲۰۲۱ | ۲۰۲۲ | ۲۰۲۳ |
| -------- | ---- | ---- | ---- | ---- | ---- | ---- | ---- | ---- | ---- | ---- | ---- |
| سرطناب   | ۳۳   | ۱۹   | ۱۳   | ۳    | ۹    | ۴    | ۲    | ۱۰   | -    | ۱۰   | ۱    |
| بولدرینگ | –    | –    | –    | –    | ۲۵   | ۵۸   | ۱۱   | ۵    | ۱۲   | ۷    | ۱۷   |
| سرعت     | –    | –    | –    | –    | –    | ۵۷   | ۶۳   | -    | -    | -    | -    |
| کمباین   | –    | –    | –    | –    | ۳    | ۱۰   | ۴    | ۳    | -    | -    | ۴    |

### مسابقات جهانی سنگنوردی فدراسیون بین‌المللی صعودهای ورزشی (آی‌اف‌اس‌سی)
جوانان
| دیسیپلین | ۲۰۱۰ جوانان ب | ۲۰۱۱ جوانان ب | ۲۰۱۲ جوانان آ | ۲۰۱۳ جوانان آ | ۲۰۱۴ نوجوانان | ۲۰۱۵ نوجوانان |
| -------- | ------------- | ------------- | ------------- | ------------- | ------------- | ------------- |
| سرطناب   | ۱۶            | ۱             | ۱             | ۱             | ۲             | ۲             |
| بولدرینگ | –             | –             | –             | –             | –             | ۳             |
| سرعت     | –             | –             | –             | –             | –             | ۲۱            |

بزرگسالان
| دیسیپلین | ۲۰۱۶ | ۲۰۱۸ | ۲۰۱۹ | ۲۰۲۳ |
| -------- | ---- | ---- | ---- | ---- |
| سرطناب   | ۵    | ۱    | ۶    | ۶    |
| بولدرینگ | -    | ۴    | ۳۳   | ۸    |
| سرعت     | -    | ۵۹   | ۴۳   | -    |
| کمباین   | -    | ۳    | ۱۰   | ۲    |

### مسابقات قهرمانی سنگوردی اروپا
جوانان
| دیسیپلین | ۲۰۱۲ جوانان آ | ۲۰۱۳ جوانان آ | ۲۰۱۴ نوجوانان | ۲۰۱۵ نوجوانان |
| -------- | ------------- | ------------- | ------------- | ------------- |
| سرطناب   | ۱             | ۱             | ۲             | ۱             |
| بولدرینگ | –             | ۲             | ۱             | ۲             |

بزرگسالان
| دیسیپلین | ۲۰۱۳ | ۲۰۱۵ | ۲۰۱۷ |
| -------- | ---- | ---- | ---- |
| سرطناب   | ۱۱   | ۳    | ۳    |
| بولدرینگ | –    | ۵    | ۱۲   |
| سرعت     | –    | ۳۱   | ۴۱   |

### کوهنوردی ورزشی در بازی‌های جهانی نظامی فصل زمستان
| دیسیپلین | ۲۰۱۷ |
| -------- | ---- |
| سرطناب   | ۱    |
| بولدرینگ | ۱    |
| سرعت     | ۲    |

### جام جوانان اروپا
| دیسیپلین | ۲۰۱۰ جوانان ب | ۲۰۱۱ جوانان ب | ۲۰۱۲ جوانان آ | ۲۰۱۳ جوانان آ | ۲۰۱۴ نوجوانان | ۲۰۱۵ نوجوانان |
| -------- | ------------- | ------------- | ------------- | ------------- | ------------- | ------------- |
| سرطناب   | ۵             | ۲             | ۲             | ۶             | ۲             | –             |
| بولدرینگ | –             | ۳             | ۵             | ۱۲            | ۱             | ۲             |

## تعداد مدال‌های جام جهانی سنگنوردی آی‌اف‌اس‌سی
سرطناب
| فصل   | طلا | نقره ای | برنز | مجموع |
| ----- | --- | ------- | ---- | ----- |
| ۲۰۱۴  |     |         | ۱    | ۱     |
| ۲۰۱۵  |     | ۳       | ۳    | ۶     |
| ۲۰۱۶  |     | ۱       |      | ۱     |
| ۲۰۱۷  |     | ۱       |      | ۱     |
| ۲۰۱۸  | ۲   | ۳       | ۱    | ۶     |
| ۲۰۱۹  |     | ۱       | ۱    | ۲     |
| ۲۰۲۰  |     |         |      | ۰     |
| ۲۰۲۱  |     |         |      | ۰     |
| ۲۰۲۲  |     |         |      | ۰     |
| ۲۰۲۳  |     | ۲       | ۱    | ۳     |
| ۲۰۲۴  |     | ۱       |      | ۱     |
| مجموع | ۲   | ۱۲      | ۷    | ۲۱    |

بولدرینگ
| فصل   | طلا | نقره ای | برنز | مجموع |
| ----- | --- | ------- | ---- | ----- |
| ۲۰۱۹  |     |         | ۱    | ۱     |
| مجموع | ۰   | ۰       | ۱    | ۱     |

## گالری تصاویر

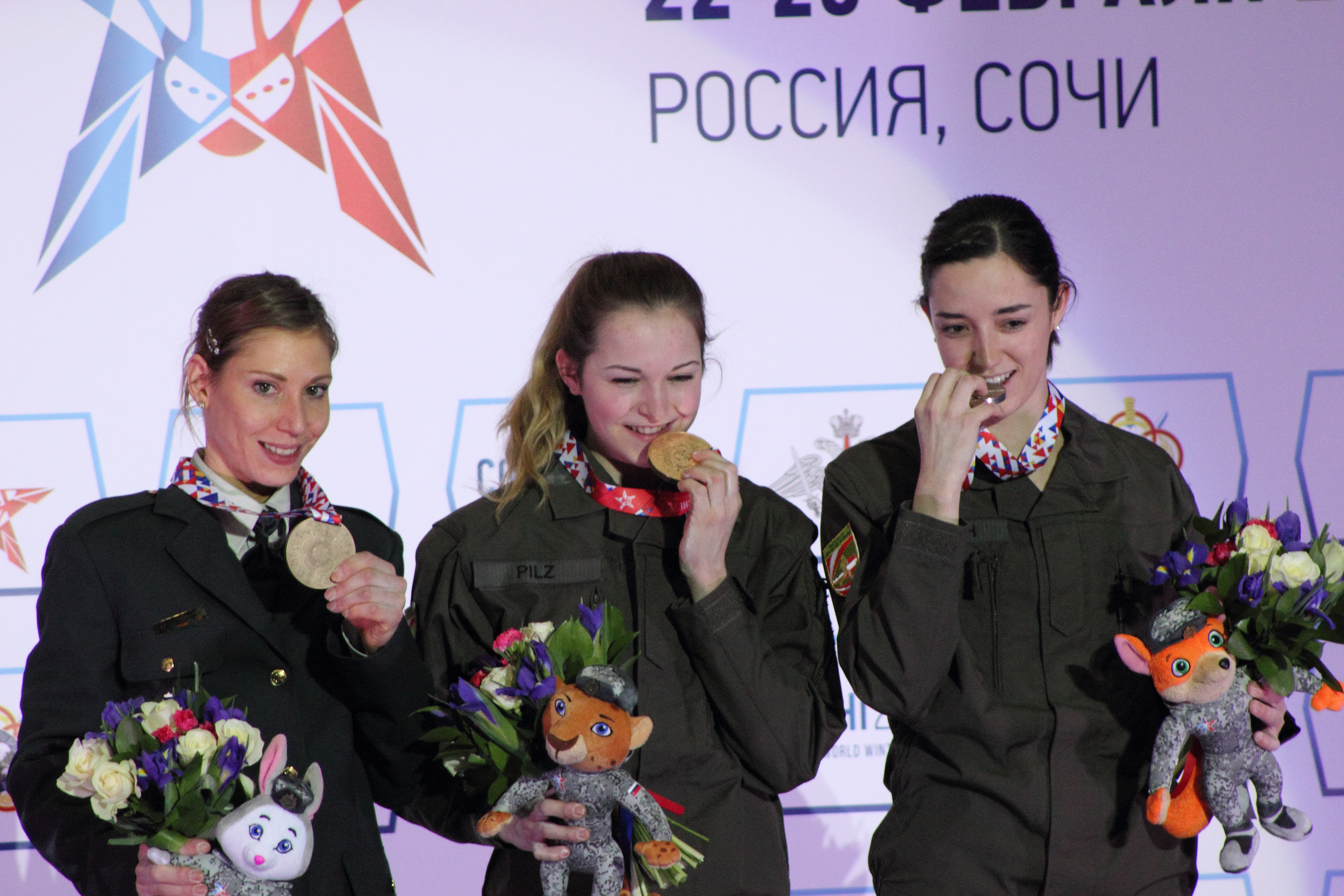
دریافت مدال طلا در رشته صعود سرطناب در بازی‌های جهانی نظامی فصل زمستان ۲۰۱۷
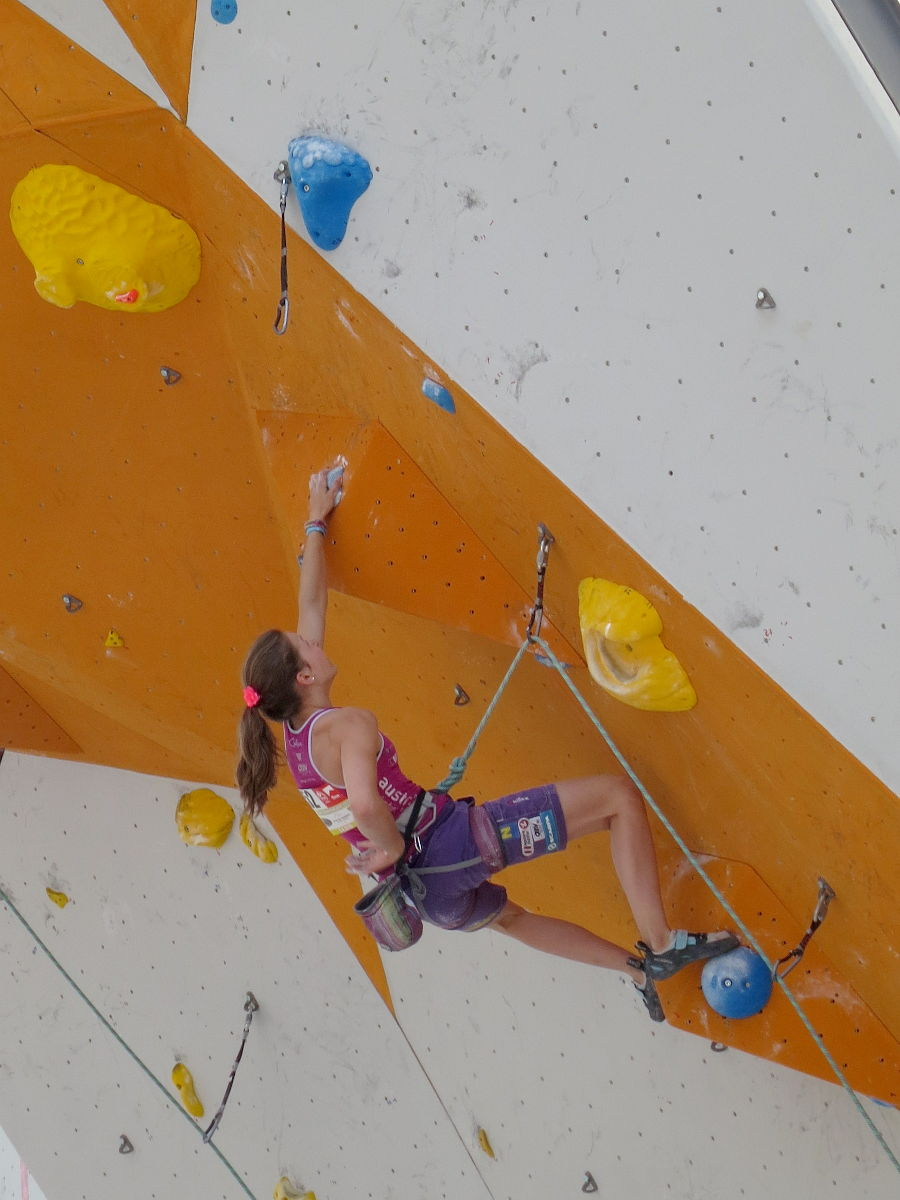
رقابت پیلتس در مسابقات قهرمانی اروپا، شامونی، ۲۰۱۳
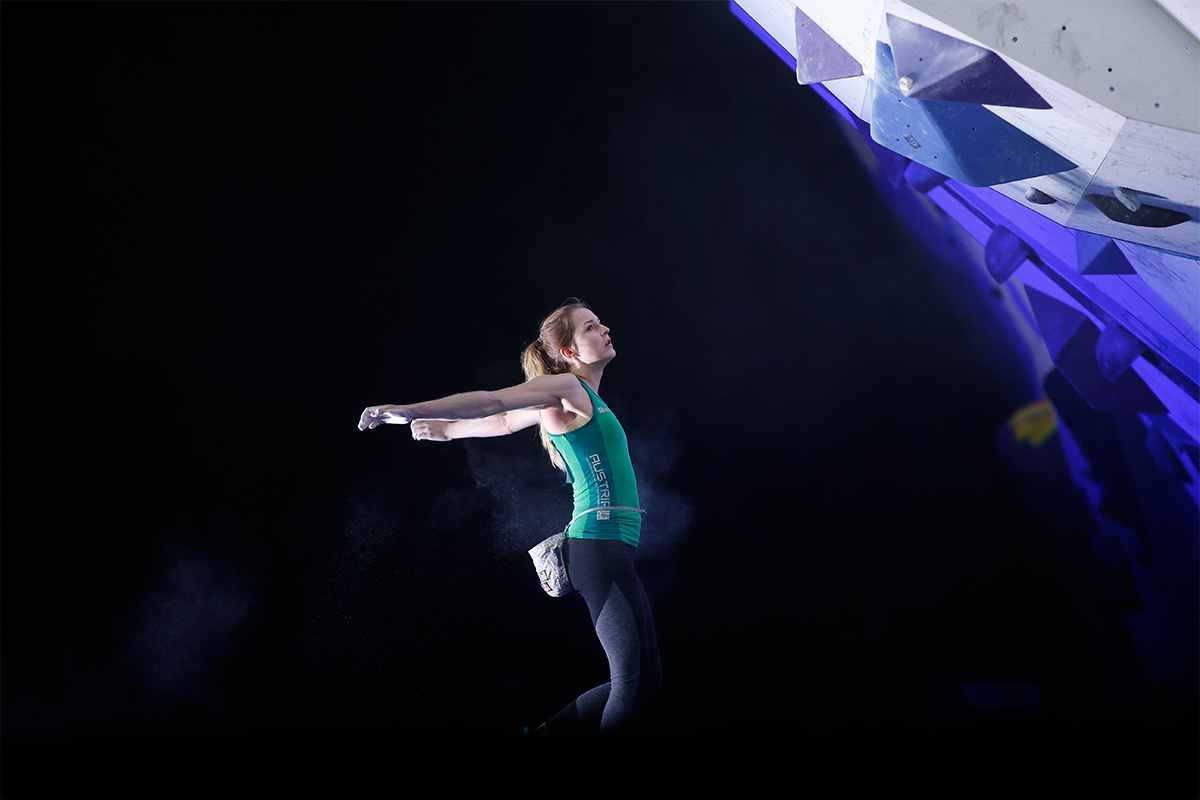
رقابت پیلتس در مسابقات جهانی نظامی فصل زمستان، سوچی ۲۰۱۷
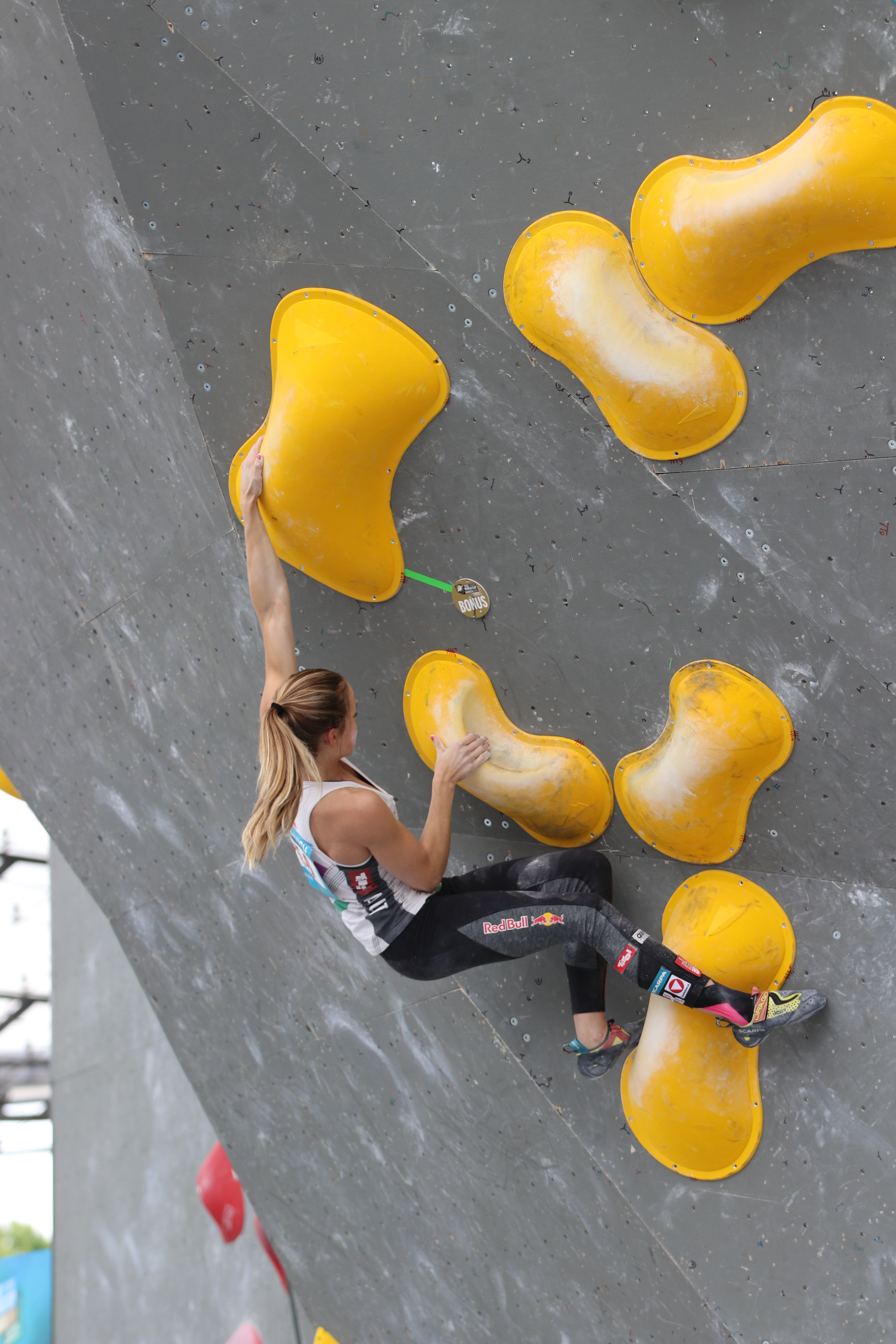
رقابت پیلتس در جام جهانی بولدرینگ، مونیخ، ۲۰۱۷